# Галикарнас
Галикарна́с (греч. Ἁλικαρνασσός, лат. Halicarnassus) — древний город в Карии на средиземноморском побережье Малой Азии.
Основан греческими поселенцами примерно в VIII в. до н. э. и в середине IV в. до н. э. стал на короткое время столицей Карии. В настоящее время на его руинах располагается турецкий город-курорт Бодрум.

## Основание города
В 26 году н. э. несколько городов римской провинции Азия соревновались за право построить храм в честь императора Тиберия, как сообщает историк Тацит. Представители Галикарнаса выдвинули аргумент, что в их городе храм может быть возведён на скале, твердыней возвышающейся в течение 12 веков, намекая таким образом, что Галикарнас существует со времён Троянской войны.
Однако во времена Троянской войны (XIII век до н. э.) Галикарнаса ещё не существовало. Гомер не упоминает о таком городе, хотя Милет уже заселяли карийцы. Геродот сообщает, что Галикарнас основали греки дорийского племени, выходцы из Трезена, расположенного на юго-востоке Пелопоннеса в Арголиде. Неизвестно, когда это случилось, — вероятно, в эпоху великой греческой колонизации, начавшейся в VIII веке до н. э. Страбон упоминает, что прежде Галикарнас имел название Зефирия, а Витрувий называет имена основателей города: Мелас и Ареваний. Название Зефирия (Zephyria) город приобрёл по местоположению на узком перешейке под названием Zephyrium, который отделял полуостров от материка Малой Азии (см. карту Карии).
Карию населяли архаичные лелеги совместно с народом карийцев, предположительно потомками хеттских племён. Местные племена проживали в небольших укреплённых городках, один из которых, Салмакис, позднее влился в Галикарнас. Место для основания полиса было выбрано удачно: удобная бухта в заливе Керамика, небольшой островок в центре бухты являлся естественным причалом и в то же время защищённым местом от местных недоброжелателей. Вокруг Галикарнаса до середины IV в. до н. э. существовали поселения карийцев, однако о конфликтах греков с местным населением сведений нет. Более того, ко второй половине IV в. до н. э. карийцы подверглись эллинизации и растворились среди эллинистических царств и полисов.

## История
Самое раннее упоминание о Галикарнасе можно найти у Геродота:

Точно так же и дорийцы из нынешней области пятиградья (которая прежде называлась шестиградьем) не только запретили соседним дорийцам доступ в Триопийское святилище, но даже не допускали и своих сограждан участвовать [в религиозных обрядах] за непочтительность к храму. При состязаниях в честь Аполлона Триопийского они издревле, по обычаю, давали победителям в награду медные треножники. Победители, однако, не должны были брать с собой эти треножники из святилища, но посвящать их богу. Как-то раз победу одержал один галикарнасец по имени Агасикл, который пренебрёг этим обычаем, унес треножник домой и повесил там на гвозде на стену. В наказание за это пять городов — Линд, Иалис, Камир, Кос и Книд — отстранили шестой город — Галикарнас от участия [в религиозных обрядах]. Так наказали они этот город.— Геродот. История. I, 144
Вероятно, Агасикл совершил свой проступок в VII—VI вв. до н. э., так как при жизни Геродота в V в. до н. э. Галикарнас уже превратился в ионийский город по составу населения. Из конфедерации шести городов только ещё Книд располагался на материке, там же, где и Триопийское святилище; Иалис, Камир и Линд находились на острове Родос, а Кос на одноименном острове.
До середины IV в. до н. э. Галикарнас оставался небольшим городом. При завоевании Карии персами в VI в. до н. э. Геродот не упоминает о Галикарнасе. Около 510—480 до н. э. в Галикарнасе правил Лигдамид I. Но когда персидский царь Ксеркс I в 480 году до н. э. двинулся походом в Грецию, Галикарнас послал в его флот 5 кораблей под командованием Артемисии I. Артемисия I своим мужеством в морском сражении с греками завоевала авторитет у персидского царя и, по словам Геродота, стала его доверенным советником. Править городом Артемисия стала после смерти мужа. По отцу и матери Артемисия была греческих кровей. Возможно именно персидский царь назначил Артемисию первым правителем (тираном) Галикарнаса, так как не в обычаях греческих колоний иметь наследственную власть, а Артемисию называют первым тираном города. Геродот также упоминает другого выходца из Галикарнаса, Ксенагора, который в Карии спас жизнь брату персидского царя, и за то был назначен сатрапом Киликии.
После Артемисии I Галикарнасом правил её сын Писинделид (около 470—450 до н. э.), а затем его вдова Артемисия II (около 450—430 до н. э.). Им наследовал их сын Лигдамид II (около 430—420 до н. э.). Лигдамид казнил очень известного поэта той эпохи Паниасида, двоюродного брата историка Геродота. Из-за Лигдамида Геродот покинул родной Галикарнас в 430-х годах до н. э., но затем вернулся, чтобы свергнуть жестокого правителя. Сохранилась надпись времён Лигдамида, из которой следует, что при нём существовало городское самоуправление, и карийское поселение на акрополе Салмакис ещё не вошло полностью в состав Галикарнаса. Салмакисом также называли известный источник, вода которого, по словам Страбона, делала мужчин женоподобными. Витрувий толкует смысл легенды по другому. По его мнению возле источника предприимчивые греки открыли таверну, которая привлекала к себе окрестных варваров, смягчая таким образом их нравы.
После поражения персов в греко-персидской войне Афины организовали Делийскую лигу, куда Галикарнас был вынужден платить подать немногим менее 2 талантов. Около 420—412 до н. э. Галикарнасом правил Аморг. В годы Пелопоннесской войны (430—404 до н. э.) Афины собирали дань с Галикарнаса на свои нужды. Однако, устранив внутренние смуты, персидские цари восстановили утраченную власть в Малой Азии. После поражения Афин в Пелопоннеской войне Карией вновь управляли персидские сатрапы. Теперь они отстаивали свои владения от бывшей союзницы Спарты.
С начала IV в. до н. э. Карией стали править сатрапы из местных карийцев, сначала Гекатомн из Миляса (391—377 до н. э.), а затем его сыновья и дочери. Византийская Суда сообщает о войне Гекатомна с островом Кос. Старший сын Гекатомна Мавсол II в своё правление (377—353 до н. э.) перенес столицу Карии из Миляса в Галикарнас. Мавсол также перенес сюда шесть небольших карийских поселений. При нём Галикарнас стал процветающим городом, одним из самых крупных на побережье Малой Азии. Периметр его стен достигал 6 км. Как и в других греческих городах на северо-западной окраине города был акрополь — крепость на высоком холме (Арриан именует акрополь Салмакисом, карийским поселением). В наше время высота холма достигает 160 м.
После Мавсола 3 года правила его сестра (и одновременно жена по обычаям карийцев) Артемисия III, которая прославилась сама и прославила брата возведением храма покойному мужу — Мавзолея, считавшегося одним из 7 чудес света. Правительница Галикарнаса не уступала в воинской доблести своей тезке и предшественнице, Артемисии I из Галикарнаса времён греко-персидских войн. Витрувий пишет:

«После смерти Мавсола жители Родоса, негодуя на его жену, которая унаследовала правление Карией, снарядили флот для захвата царства. Артемизия приказала своему флоту залечь тихо в секретной гавани; и, спрятав моряков, направила остальных граждан на стены. Когда флотилия родосцев войдёт в гавань, жители по её приказу должны приветствовать их и обещать сдачу города. Таким образом родосцы, покинув корабли, проникли в город. В тот же момент Артемисия, открыв канал, привела свой флот кружным путём через открытое море в гавань, где флот Родоса, оставленный экипажами, легко был выведен в море. Родосцы, не имея другого убежища, были окружены на городской площади и перебиты. Затем Артемисия отправила своих моряков к Родосу на борту родосского флота. Жители Родоса приняли их за возвращающихся с победой земляков и впустили в город. Захватив Родос, Артемисия казнила важных лиц города и возвела трофей в честь победы, состоящий из 2 бронзовых статуй. Родосцы по своей религии не могли убрать трофей, а потому окружили его строением и закрыли от глаз».

Историки до сих пор теряются в догадках, где находилась секретная гавань.
После смерти Артемисии III Карией правил сын Гекатомна Гидрией со своей женой-сестрой Адой, затем другой сын Пиксодар, а затем Оронтобат, зять Пиксодара.
В 334 до н. э. Александр Македонский осадил Галикарнас, где засел большой гарнизон из персов, карийцев и греческих наёмников под командованием Мемнона и Оронтобата. После упорного сопротивления город за исключением акрополя сдали Александру, эвакуировав морем гарнизон на остров Кос. В отместку Александр разрушил Галикарнас. С этого времени город превратился в незначительный населённый пункт, которым владели по очереди завоеватели от диадохов до римлян, и лишь мавзолей напоминал о былом великолепии ионийского полиса. Витрувий, римский архитектор I в. до н. э., сравнил городскую планировку Галикарнаса с античным театром: рыночная площадь, агора, располагается на берегу бухты словно орхестра, от агоры город поднимается вверх по холму, ограничиваясь по периметру полуокружьем. Мавсолей находился в центре города.
Название Галикарнаса изредка встречается в христианских текстах до XIII века.
В 1404 году на островке, с которого начинался за 2000 лет до того Галикарнас, рыцари Родоса возвели замок Святого Петра. Для постройки использовали камни Мавзолея. В этом замке в настоящее время располагается музей, а сам замок, построенный на месте дворца персидских сатрапов, привлекает туристов в Бодрум, турецкий курорт на руинах ионийского Галикарнаса. Впрочем, остров с течением времени соединился с материком перемычкой.
Интересные раскопки в городе сделаны английским археологом Ньютоном в 1850-х годах и описаны в его сочинении «A history of discoveries at Halicarnassus etc.»
Руководство Турции приняло решение восстановить Мавзолей.

## Известность Галикарнаса
Известность Галикарнасу принесли следующие люди и события:
- Геродот из Галикарнаса, написавший в середине V в. до н. э. историю греко-персидских войн в 9 книгах, первое историческое сочинение подобного рода.
- Дионисий из Галикарнаса, другой известный историк римского времени (I в. до н. э.).
- Паниасид из Галикарнаса, знаменитый в античное время поэт, которого некоторые ставили сразу после Гомера.
- Феэтет, поэт III в. до н. э.
- Артемисия I, женщина-правительница Галикарнаса, принявшая участие в походе персидского царя Ксеркса на Грецию и в морском сражении с греками в 480 до н. э. За её голову греки обещали награду.
- Мавсол, сатрап Карии и правитель Галикарнаса в 377—353 до н. э. Славу ему принесло не правление, а роскошный склеп, воздвигнутый ему женой-сестрой после его смерти. Склеп Мавсола, одно из семи чудес света, породил слово «мавзолей».
- Александр Македонский, осаждавший Галикарнас в 334 до н. э., Осада Галикарнаса описана античными историками в подробностях, в отличие от других, более крупных и важных сражений той эпохи.